# Isabella (dokumentarfilm)
|  | Denne artikel er oprettet af botten Steenthbot ud fra en ekstern database. Den kan derfor have sproglige fejl eller mangler. Denne skabelon kan fjernes efter kontrol af indholdet. |

Isabella er en dansk dokumentarfilm fra 1985 instrueret af Cæcilia Holbek.

## Handling
Om cirkusartisten Isabella Enoch, hendes familie og hendes arbejde i Cirkus Dannebrog.

## Medvirkende
- Isabella